# 怨女 (電影)
《怨女》即依據作家張愛玲所撰寫的小說《怨女》為基礎，再進行改編的電影作品。

## 劇情簡介
故事劇情描述中國傳統女性受媒妁之言，踏入豪門宅第為小妾，以及男女之間的情愛糾葛。

## 人物角色
| 角色名稱 | 演員   | 備註       |
| -------- | ------ | ---------- |
| 銀娣     | 夏文汐 | 二爺的妻子 |
| 芝壽     | 張盈真 | 玉熹的元配 |
| 大爺     | 段鐘沂 |            |
| 二爺     | 高捷   | 銀娣的丈夫 |
| 三爺     | 徐明   |            |
| 九爺     | 李影   |            |
| 老太太   | 關毅   |            |
| 大奶奶   | 林美齡 |            |
| 二奶奶   | 陳莎莉 |            |
| 三奶奶   | 蕭艾   | 三爺的妻子 |
| 玉熹     | 馬邵君 | 銀娣的兒子 |
| 冬梅     | 張玉玲 | 玉熹的小妾 |
| 炳發     | 胡翔評 | 銀娣的哥哥 |
| 炳發嫂   | 丁也恬 |            |
| 小劉     | 韓道光 | 藥店伙計   |
|          | 鄒志良 | 外公       |
|          | 田樹英 | 外婆       |
|          | 夏靖庭 | 木匠       |

## 獎項

### 入圍
- 金馬獎

- 「最佳女配角獎」：張盈真

- 亞太影展

- 「最佳攝影獎」：張展

## 逸事
中央電影公司以1萬5千元美金購買《怨女》的電影版權後，但漢章導演才發現《怨女》原來改編自《金鎖記》，但似乎還沒有《金鎖記》好，最後劇本的改編是靠《金鎖記》完成。

## 外部連結
- 開眼電影網上《怨女》的資料（繁體中文）
- 香港影庫上《怨女》的資料（繁體中文）
- 时光网上《怨女》的資料（简体中文）
- 豆瓣电影上《怨女》的資料 （简体中文）
- 爛番茄上《怨女》的資料（英文）
- AllMovie上《怨女》的资料（英文）
- 互联网电影数据库（IMDb）上《怨女》的资料（英文）
- 怨女（Rouge of The North） （页面存档备份，存于），〈台灣電影資料庫〉